# パペット・マスター
『パペットマスター』(Puppet Master, PuppetmasterまたはPuppet Master I）は、1989年のアメリカ合衆国のホラー映画。パペット・マスターシリーズの一作目である。

## 概要
『パペットマスター』シリーズ第1作であるこの作品は、ポール・ル・マット、アイリーン・ミラクル、マット・ロウ、キャスリン・オライリーが、エジプトの呪文を用いてパペットを操るかつての仲間によるたくらみに巻き込まれる超能力者を演じる。
この映画はカルト的な人気を誇り、現在13本の映画ができている。
この映画は1989年夏に劇場公開されたが、制作総指揮のチャールズ・バンドがオリジナルビデオにした方が儲かると考え、同年の10月12日にオリジナルビデオがリリースされた。また、1990年の9月にはホームビデオがリリースされた。
この映画は何度も復刻されている。 最初にリリースされたものは、7冊の小冊子と18枚のコレクションディスクと、スペイン語のサブタイトルの付いた『パペットマスター』第1作から3作までのインポートコレクションが付いていた。
2007年には、 Razor Digitalが両面2層の標準/立体視仕様の無修正版をリリースした。無修正版にはフランクとカリッサの性交シーンや、ダナが喉を掻き切られて死亡するシーン、ニールの詳細な死亡シーンなどが含まれている。
2008年12月よりiTune Storeでデジタルダウンロードできるようにもなっている。
2022年3月11日、TCエンタテインメントより1作目から3作目まで初の国内ブルーレイが販売された。

## パペット達
命を持つ生きた人形達。意思を持ち、自分達の判断で行動できるものの、基本的には持ち主である人間に従っている。そのため、持ち主の意思により、残忍な殺人人形とも、悪魔や悪人と戦う正義の人形ともなりうる。
ブレイド（ガリガリ博士）
パペット達のリーダー格。右手にナイフ、左手にフックを備える。
3作目で、ナチスのクラウス少佐に似せて製作した旨をトゥーロンが口にするシーンがある。
8作目でパワーアップした際には、両手がナイフとなり、回転しながら相手を切り裂く攻撃を身に着けた。
ジェスター（ピエロ･ザ･キッド）
顔を回転させて表情を変えることが出来るパペット。
1作目で命を吹き込まれるシーンがあるが、過去を描いたはずの3作目にも登場する。
特に武器を持たなかったが、8作目で腕にトゲつきの鉄球を装備し、強力なパンチ力を得た。
ピンヘッド（ジャイアント･コテツ）
もっとも大柄なパペット。小さな頭が特徴。
怪力を持ち、巨大な手で殴ったり物を投げて攻撃する。
リーチウーマン（ディープスローター）
女性型のパペット。トゥーロンの妻の命が吹き込まれている。
口から蛭を吐いて攻撃する他、ナイフ等も扱う。
トネラー（ドリラー将軍）
頭のドリルでの突進攻撃を武器とするパペット。

## キャスト
| 役名                     | 俳優                     | 日本語吹替 |
| ------------------------ | ------------------------ | ---------- |
| アレックス・ウィテカー   | ポール・ル・マット       |            |
| アンドレ・トゥーロン     | ウィリアム・ヒッキー     |            |
| ダナ・ハドレー           | アイリーン・ミラクル     |            |
| ニール・ガラガー         | ジミー・F・スキャッグス  |            |
| ミーガン・ガラガー       | ロビン・フレイツ         |            |
| フランク・フォレスター   | マット・ロウ             |            |
| カリッサ・スタンフォード | キャスリン・オライリー   |            |
| テリーサ                 | メリア・スモール         |            |
| カーニバルの女           | バーバラ・クランプトン   |            |
| カーニバルの男           | デヴィッド・ボイド       |            |
| アサシン1                | ピーター・フランクランド |            |
| アサシン2                | アンドリュー・キンブロー |            |
| ブレードの声             | バート・ロサリオ         |            |
| ジェスターの声           | マイケル・ライッド       |            |
| ピンヘッドの声           | エド・クラーク           |            |
| トネラーの声             | ティム・ドーンベルク     |            |
| リーチウーマンの声       | リンダ・クラーク         |            |

## シリーズ作品
1. パペット・マスター（1989年）監督：デヴィッド・シュモーラー
2. パペット・マスター2（1991年）監督：デイヴ・アレン
3. パペット・マスター3 ナチス大決闘（1991年）監督：デヴィッド・デコトー
4. パペット・マスター4 最強の敵（1993年）監督：ジェフ・バー
5. パペット・マスター5 最終戦争（1994年）監督：ジェフ・バー
6. パペット・マスター 惨劇のパーティー（1998年）監督：ヴィクトリア・スローン
7. レトロ・パペット・マスター (1999年) 監督：デヴィッド・デコトー
日本未公開
8. パペット・マスター 悪魔の人形伝説（2003年）監督：チャールズ・バンド
9. パペット・マスターと悪魔のオモチャ工場（2004年）監督：テッド・ニコラウー
(「デモーニック・トイズ/ドールズ2」とのクロスオーバー作品)
10. パペット・マスターIX:アクシス・オブ・イーヴィル（2010年）監督：チャールズ・バンド
日本未公開
11. パペット・マスターX:アクシス・ライジング（2012年）監督：チャールズ・バンド
日本未公開
12. パペット・マスターXI:アクシス・ターミネーション（2017年）監督：チャールズ・バンド
日本未公開
13. パペット・マスター (2018年) 監督：トミー・ビクルンド
14. BLADE: THE IRON CROSS (2020) 監督：ジョン・リチャゴ　日本未公開
15. Puppet Master: Doktor Death (2022) 監督：デヴィッド・パーカー　日本未公開